# Jan Iman Hendrik van Wickevoort Crommelin
Jan Iman Hendrik van Wickevoort Crommelin (Waverveen, 27 juni 1775 - Utrecht, 4 december 1841) was een Nederlandse grondbezitter en politicus.

## Familie
Van Wickevoort Crommelin, lid van de familie Crommelin, was een zoon van Jan van Wickevoort Crommelin (1735-?) en Elisabeth Catharina Mulder (1743-1826). Zijn vader was koopman en schout en secretaris van Waveren, Waverveen, Botshol en Ruige Wilnis. Hij trouwde met Ida Geertruida Baerdt (1772-1823). Uit dit huwelijk werden negen kinderen geboren, waaronder Alida van der Oudermeulen-barones van Wickevoort-Crommelin, grootmeesteres van koningin Sophie. Hij was een neef van Jan Pieter van Wickevoort Crommelin, lid van de Tweede en Eerste Kamer.

## Loopbaan
Van Wickevoort Crommelin was landeigenaar. Hij was daarnaast militiecommissaris te Hoorn. Hij werd namens de landeigenaren verkozen tot lid van Provinciale Staten van Holland (1819-1823) en was van 21 oktober 1823 tot 19 oktober 1840 lid van de Tweede Kamer der Staten-Generaal. Hij behoorde in 1834 tot de acht leden die vóór het verworpen wetsvoorstel tot vaststelling van de grondbelasting 1835 stemden. In 1840 stemde hij tegen het voorstel tot wijziging van de grondwettelijke bepalingen over de periodieke aftreding van kiescolleges voor de gemeenteraden. Van Wickevoort Crommelin was 20 oktober 1840 een van de eersten die door de nieuwe koning Willem II werden benoemd tot lid van de Eerste Kamer. Hij overleed ruim een jaar later, op 66-jarige leeftijd.
Hij was ridder in de Orde van de Nederlandse Leeuw.
- Biografisch Portaal: 99417566
- Digitale Bibliotheek voor de Nederlandse Letteren: wick003
- Parlement.com: vg09llsb8mzr